# Santa Madalena l'acqua se la mena

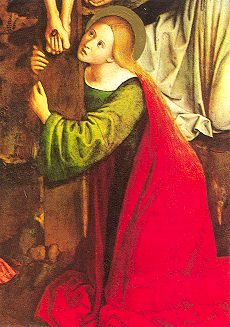
Dettaglio della crocifissione di santa Maddalena

Santa Madalena l'acqua se la mena è un proverbio popolare a sfondo religioso, diffuso in molte zone d'Italia e la cui spiegazione va ricercata nella convinzione che in quel giorno solitamente piova. In alcune regioni italiane, tra le quali le Marche, questa pioggia è definita "Lacrime della Maddalena", a rimembranza delle lunghe penitenze nelle quali viene raffigurata la santa.

## Santa Maddalena e le lacrime
(dialetto marchigiano)
"Santa Maria Maddalena porta la pioggia."
La festività cade il 22 luglio.

## Santa Maddalena e i balsami
Questo proverbio si rifà all'atto evangelico dell'unzione dei piedi fatta a Gesù, tramite, si suppone, un 
balsamo.  Gli amanti della tradizione ritengono che gli unguenti preparati nel giorno della festività posseggano particolare efficacia, per non dire poteri magici.

## Santa Maddalena e le noci
Le noci si formano a luglio ma si comincia a raccoglierle in agosto.